# ستيفن كليمنس
ستيفن كليمنس (بالإنجليزية: Stephen Clemence) مواليد 31 مارس 1978 في ليفربول، هو لاعب كرة قدم إنجليزي دولي سابق كان يلعب كلاعب وسط. لعب خلال مسيرته 243 مباراة سجل خلالها 12 هدفاً.

## مرحلة الشباب

### أندية لعب لها
- نادي توتنهام هوتسبير

## المسيرة الاحترافية

### أندية لعب لها
- نادي توتنهام هوتسبير
- برمنغهام سيتي
- ليستر سيتي

## روابط خارجية
- ستيفن كليمنس على موقع قاعدة بيانات كرة القدم.إي يو (الإنجليزية)
- ستيفن كليمنس على موقع Soccerbase.com (لاعب) (الإنجليزية)
- ستيفن كليمنس على موقع Soccerway.com (الإنجليزية)
- ستيفن كليمنس على موقع عالم كرة القدم.نت (الإنجليزية)